# Müller Sándor (labdarúgó)
Müller Sándor (Budapest, 1948. szeptember 21. – 2024. április 3.) válogatott magyar labdarúgó, középpályás, sportvezető.

## Pályafutása

### Klubcsapatban
20 évesen lett a Vasas játékosa. Angyalföldön egy bajnoki címet, két kupagyőzelmet és egy KK győzelmet szerzett.
1980-ban 32 évesen szerződött külföldre. Egy évig Belgiumban, utána két évig Spanyolországban profiskodott. Egy idényre még visszatért a Vasashoz, majd az osztrák alsóbb osztályban fejezte be az aktív labdarúgást.

### A válogatottban
A magyar válogatottban 17 alkalommal szerepelt 1970 és 1982 között és 1 gólt szerzett. Az 1982-es spanyolországi világbajnokságon szereplő csapat tagja.

### Sportvezetőként
1989 és 1990 között a Vasas menedzsere.

## Sikerei, díjai
- Bajnok: 1976–77
- Magyar kupa-győztes: 1973, 1981
- Közép-európai kupa-győztes: 1970

## Statisztika

### Mérkőzései a válogatottban
| Magyarország | Magyarország         | Magyarország                    | Magyarország  | Magyarország | Magyarország  | Magyarország       | Magyarország | Magyarország       |
| #            | Dátum                | Helyszín                        | Hazai         | Eredmény     | Vendég        | Kiírás             | Gólok        | Esemény            |
| ------------ | -------------------- | ------------------------------- | ------------- | ------------ | ------------- | ------------------ | ------------ | ------------------ |
| 1.           | 1970. október 7.     | Oslo, Ullevaal Stadion          | Norvégia      | 1 – 3        | Magyarország  | Eb-selejtező       | -            |                    |
| 2.           | 1974. május 29.      | Székesfehérvár, Sóstói Stadion  | Magyarország  | 3 – 2        | Jugoszlávia   | barátságos         | -            |                    |
| 3.           | 1975. május 7.       | Budapest, Népstadion            | Magyarország  | 2 – 0        | Bulgária      | olimpiai selejtező | -            |                    |
| 4.           | 1975. június 7.      | Szófia, Levszki stadion         | Bulgária      | 4 – 0        | Magyarország  | olimpiai selejtező | -            | 55'                |
| 5.           | 1980. március 26.    | Budapest, Népstadion            | Magyarország  | 2 – 1        | Lengyelország | barátságos         | -            | 66'                |
| 6.           | 1981. április 15.    | Valencia, Luis Casanova-stadion | Spanyolország | 0 – 3        | Magyarország  | barátságos         | -            |                    |
| 7.           | 1981. április 28.    | Luzern, Allmend-stadion         | Svájc         | 2 – 2        | Magyarország  | vb-selejtező       | 1            | 64' (11-esből) 81' |
| 8.           | 1981. május 13.      | Budapest, Népstadion            | Magyarország  | 1 – 0        | Románia       | vb-selejtező       | -            | 78'                |
| 9.           | 1981. május 20.      | Oslo, Ullevaal Stadion          | Norvégia      | 1 – 2        | Magyarország  | vb-selejtező       | -            |                    |
| 10.          | 1981. június 6.      | Budapest, Népstadion            | Magyarország  | 1 – 3        | Anglia        | vb-selejtező       | -            | 55'                |
| 11.          | 1981. szeptember 23. | Bukarest, Augusztus 23. Stadion | Románia       | 0 – 0        | Magyarország  | vb-selejtező       | -            | 51'                |
| 12.          | 1981. október 14.    | Budapest, Népstadion            | Magyarország  | 3 – 0        | Svájc         | vb-selejtező       | -            |                    |
| 13.          | 1981. október 31.    | Budapest, Népstadion            | Magyarország  | 4 – 1        | Norvégia      | vb-selejtező       | -            | 69'                |
| 14.          | 1981. november 18.   | London, Wembley Stadion         | Anglia        | 1 – 0        | Magyarország  | vb-selejtező       | -            |                    |
| 15.          | 1982. március 24.    | Budapest, Népstadion            | Magyarország  | 2 – 3        | Ausztria      | barátságos         | -            | 57'                |
| 16.          | 1982. június 15.     | Elche, Nueva Estadio (ESP)      | Magyarország  | 10 – 1       | Salvador      | vb-csoportkör      | -            | 69'                |
| 17.          | 1982. június 22.     | Elche, Nueva Estadio (ESP)      | Belgium       | 1 – 1        | Magyarország  | vb-csoportkör      | -            | 58'                |
|              | Összesen             |                                 |               | 17           | mérkőzés      |                    | 1            | gól                |